# Cheb Azzeddine
Pour les articles homonymes, voir Azzeddine.
 (octobre 2024).
- Si vous ne connaissez pas le sujet, laissez ce bandeau (vous pouvez alors contacter les auteurs).
- Si vous supprimez le contenu mis en cause (vous pouvez préalablement contacter les auteurs),

argumentez précisément cette suppression dans la page de discussion
(un manque de référence n'est pas un argument ; une recherche réelle de référence doit avoir été effectuée, être formellement documentée).
 (octobre 2024).
 (février 2019).
Si vous disposez d'ouvrages ou d'articles de référence ou si vous connaissez des sites web de qualité traitant du thème abordé ici, merci de compléter l'article en donnant les références utiles à sa vérifiabilité et en les liant à la section « Notes et références ».
 (février 2024).
 (octobre 2024).
Cheb Azzedine (en arabe : الشاب عز الدين), de son vrai nom Abed Benaouda (en arabe : بن عودة عابد), né le 17 juillet 1975 à Chlef en Algérie et mort le 6 février 2019 dans la même ville, est un chanteur algérien de raï.

## Biographie

### Enfance et formation
Abed Benaouda est un natif d’El Firma et a habité dans le quartier Chega, dans l’ex-El Asnam, entre 1979 à 2002.

### Carrière
Cheb Azzedine sort son premier album intitulé Ach dani lel Ghorba en 1998.
Révolutionnaire des temps nouveaux, il a la rage du pays, la rage de changer le mauvais en bon, de changer le pire en meilleur. Il chante l'espoir d'une Algérie pure et pleine de progrès pour les générations à venir. Il est la fierté du "bled". Le chanteur raï ne mâche pas ses mots, dit à voix haute ce que d'autres disent tout bas. Cheb Azzedine dénonce le mauvais fonctionnement de la politique algérienne.
Il est emprisonné pour sa chanson phare Chouf El Hogra Chouf. Ce pamphlet dénonce l'injustice causée par l'oligarchie politique algérienne de l'époque. Il est condamné à 12 mois ferme pour diffamation et outrage à corps constitué. Le patron de la maison d'édition Fraternelle est condamné à la même peine. Ils sont aussi condamnés à verser une amende à la partie civile, à titre de dommage et intérêt pour avoir commercialisé cette chanson,.

### Mort
Cheb Azzedine meurt à 43 ans, des suites d'un AVC, le 6 février 2019, à l'hôpital de Chlef, en Algérie,.

## Discographie
Albums:
- Lommima.
- Dégoutage.
- El Houcine.
- Ach djabak liya kheira.
- Drahmi Ma Hadhrouche.
- Kahlate Laâyoune.
- Ache Dani Nwalfo.
- Sedjel Ya Tarikhe.
- Ana Khayri sbab hezni.
- 2013 : Nedik Ghir Ntia.
- 2015 : Zhou We Elbnat We Litoral.
- Lmouja jat.
- cheft hmama.
- wink ya souad mchewra.

## Notoriété
L'emprisonnement de Cheb Azeddine est mentionnée dans les observations d'Al Karama pour Human Rights Watch, et Algeria-Watch dans le troisième rapport périodique de l'Algérie au Comité des droits de l'homme de l'ONU (audience du 23 juillet 2007).